# 潮音寺 (徳島市)
潮音寺（ちょうおんじ）は、徳島県徳島市西山手町に位置する臨済宗妙心寺派の寺院である。

## 歴史
かつては全国に建てられた官寺であり、気延山下の平地である現在の国府町矢野に僧寺、名西郡石井町に尼寺が南北に相隔って建てられた。後に私寺となり現在の西山手町に移る。
1809年（文化6年）に潮音寺の神像を祀った徳島眉山天神社を建立。
明治期に活躍したポルトガルの外交官で徳島にゆかりのあるヴェンセスラウ・デ・モラエスと妻である福本ヨネと斎藤コハルの墓所として広く知られている。その他、幕末の蘭学者である井出三洋の墓石も存在する。

## 潮音寺墓所
- ヴェンセスラウ・デ・モラエス - ポルトガルの外交官
- 福本ヨネ - モラエスの妻
- 斎藤コハル - ヨネの姪でモラエスの妻
- 井出三洋 - 蘭学者

## 交通
- JR徳島駅より徒歩で約10分。